# Galliano (liqueur)
 (juin 2022).
Si vous disposez d'ouvrages ou d'articles de référence ou si vous connaissez des sites web de qualité traitant du thème abordé ici, merci de compléter l'article en donnant les références utiles à sa vérifiabilité et en les liant à la section « Notes et références ».
Pour les articles homonymes, voir Galliano.
Liquore Galliano L’Autentico, ou simplement Galliano, est une marque italienne de liqueur anisée. Créée en 1896 par le distilleur Arturo Vaccari à Livourne, en Toscane, la boisson est nommée en l'honneur du capitaine Giuseppe Galliano, soldat héros de la première guerre italo-éthiopienne, mort à la bataille d'Adoua en 1896.
Sa couleur jaune est provoquée par la tartrazine et symbolise les ruées vers l'or des années 1890. Elle est produite par Bols.

## Histoire
La marque Galliano est actuellement détenue par le distillateur néerlandais Lucas Bols, et commercialisée par sa coentreprise de distribution mondiale, Maxxium. Galliano est conditionné dans une bouteille à la forme distinctive, rappelant une colonne romaine classique. Plusieurs autres liqueurs sont également produites sous la marque Galliano, notamment une Sambuca noire, une Sambuca blanche et un amaretto, qui sont principalement distribuées en Australasie où les produits sont populaires en tant que shots.

## Ingrédients
Galliano contient de nombreux ingrédients naturels, notamment de l'anis étoilé, de l'anis méditerranéen, de la baie de genièvre, de l'Achillée, de la lavande, de la menthe poivrée, de la cannelle et de l'arôme vanille caractéristique de Galliano. Galliano utilise la vanilline pour l'arôme et le sucre et le sirop de glucose pour l'édulcoration. Le colorant caramel et la tartrazine sont utilisés pour obtenir la couleur jaune vif de Galliano.
De l'alcool neutre est infusé avec les pressages des herbes, à l'exception de la vanille. Le liquide est distillé, puis infusé avec la vanille pressée séparément. Dans la dernière étape, de l'eau distillée, du sucre raffiné et de l'alcool neutre pur sont mélangés à la base. Le mélange original est formulé à 42,3 % d'alcool par volume, tandis qu'un mélange avec un goût plus prononcé de vanille est produit à 30 % en volume. Il y a également eu une période où l'on produisait du 40 % d'alcool par volume.